# Doridungga
Doridungga is een bestuurslaag in het regentschap Bima van de provincie West-Nusa Tenggara, Indonesië. Doridungga telt 2518 inwoners (volkstelling 2010).